# Breguet Atlantic
Breguet Br.1150 Atlantic – francuski dwusilnikowy samolot rozpoznawczo–patrolowy, a także zwalczania okrętów podwodnych. Zaprojektowany w zakładach Breguet, prototyp oblatany 21 października 1961 roku. Samolot w służbie marynarki wojennej do końca lat 90., zastąpiony przez nowszy model Atlantique 2. 

## Konstrukcja
Wolnonośny dolnopłat konstrukcji metalowej. Podwozie samolotu z kołem przednim, chowane w locie. Usterzenie klasyczne. Dwa silniki turbośmigłowe, śmigła czterołopatowe.